# Candies
Pour les articles homonymes, voir Candy.
Candies (キャンディーズ) est un trio féminin de J-pop actif entre 1972 et 1978, populaire au Japon, composé des idoles japonaises Ran, Sue et Miki.

## Présentation
Le groupe se sépare amicalement en plein succès en 1978, après avoir sorti une quinzaine d'albums et une vingtaine de singles. Ran et Sue continuent comme actrices, et Miki brièvement comme soliste avant son mariage.
En 2007, trois personnages de la populaire série manga et anime Shugo Chara! sont nommées d'après elles, avec les mêmes surnoms. Yoshiko Tanaka (Sue) décède le 21 avril 2011 d'un cancer, à 55 ans ; 2 400 personnes assistent à ses funérailles, dont ses deux ex-collègues du groupe.

## Membres
- Ran (ラン?) – Ran Itō (伊藤蘭, Itō Ran?, née le 13 janvier 1955 à Tokyo)
- Miki (ミキ?) – Miki Fujimura (藤村美樹, Fujimura Miki?, née le 15 janvier 1956 à Fukushima)
- Sue (スー?) – Yoshiko Tanaka (田中好子, Tanaka Yoshiko?, née le 8 avril 1956 / décédée le 21 avril 2011, à Tokyo)

## Discographie

### Singles
1. 1er septembre 1973 – Anata ni Muchū (あなたに夢中?)
2. 21 janvier 1974 – Soyokaze no Kuchizuke (そよ風のくちづけ?)
3. 21 avril 1974 – Abunai Doyōbi (危い土曜日?)
4. 21 septembre 1974 – Namida no Kisetsu (なみだの季節?)
5. 21 février 1975 – Toshishita no Otokonoko (年下の男の子?)
6. 1er juin 1975 – Uchiki na Aitsu (内気なあいつ?)
7. 1er septembre 1975 – Sono Ki ni Sasenai de (その気にさせないで?)
8. 5 décembre 1975 – Heart no Ace ga Detekonai (ハートのエースが出てこない?)
9. 1er mars 1976 – Haru Ichiban (春一番?)
10. 31 mai 1976 – Natsu ga Kita ! (夏が来た!?)
11. 1er septembre 1976 – Heart Dorobō (ハート泥棒?)
12. 21 novembre 1976 – Aishū no Symphony (哀愁のシンフォニー?)
13. 1er mars 1977 – Yasashii Akuma (やさしい悪魔?)
14. 21 juin 1977 – Schochū Omimai Mōshiagemasu (暑中お見舞い申し上げます?)
15. 21 septembre 1977 – Un, Deux, Trois (アン・ドゥ・トロワ?)
16. 5 décembre 1977 – Wana (わな?)
17. 25 février 1978 – Hohoemi Gaeshi (微笑がえし?)
18. 21 novembre 1978 – Tsubasa (つばさ?)

### Albums
1. 5 décembre 1973 – Anata ni Muchū ~Uchiki na Candies~ (あなたに夢中〜内気なキャンディーズ〜?)
2. 21 juin 1974 – Abunai Doyōbi ~Candies no Sekai~ (危い土曜日〜キャンディーズの世界〜?)
3. 10 décembre 1974 – Namida no Kisetsu (なみだの季節?)
4. 21 avril 1975 – Toshishita no Otokonoko (年下の男の子?)
5. 1er octobre 1975 – Sono Ki ni Sasenai de (その気にさせないで?)
6. 1er avril 1976 – Haru Ichiban (春一番?)
7. 21 juillet 1976 – Natsu ga Kita ! (夏が来た!?)
8. 21 avril 1977 – Candies 1½ ~Yasashii Akuma~ (キャンディーズ 1½〜やさしい悪魔〜?)
9. 1er septembre 1977 – Candy Label
10. 5 décembre 1977 – CANDIES 1676 DAYS
11. 21 mars 1978 – Sōshunfu (早春譜?)

### Albums Live
1. 21 décembre 1975 – Candies' Carnival For 10,000 People
2. 5 décembre 1976 – Kura Mae Gokugikan 10000 nin Carnival Vol.2 Candies Live (蔵前国技館10,000人カーニバルVol.2 キャンディーズ・ライブ?)
3. 21 mai 1978 – CANDIES FINAL CARNIVAL Plus One

### Compilations
- 1997 : GOLDEN J-POP / THE BEST - CANDIES
- 2002 : GOLDEN☆BEST - CANDIES

### Vidéo
|   | Titre                                     | Mode    |
| - | ----------------------------------------- | ------- |
| 1 | Candies Forever (1978 Final Carnival)     | DVD     |
| 2 | Candies Treasure (1977-1978 Live)         | DVD     |
| 3 | Candies Treasure VOL.1 (1977 Live)        | Blu-ray |
| 4 | Candies Treasure VOL.2 (1977 Live)        | Blu-ray |
| 5 | Candies Treasure VOL.3 (1978 Live)        | Blu-ray |
| 6 | Candies Treasure VOL.4 (TV Live)          | Blu-ray |
| 7 | The Final Carnival (The Complete Version) | DVD     |

## Liens
- (ja) Site officiel
- (ja) Discographie officielle Albums
- (ja) Discographie officielle Singles